# 히노마루소울~무대 뒤의 영웅들~
『히노마루소울~무대 뒤의 영웅들~』(ヒノマルソウル～舞台裏の英雄たち～)은 일본 스포츠영화. 1998년 나가노 올림픽에서 테스트 스키점퍼(스키점퍼들이 경기에 임하기 위해 눈 상태나 코스상태등을 사전에 확인하는 점퍼)였던 니시카타 진야 선수의 실화를 바탕으로 제작되는 영화이다. 부제인 무대 뒤의 영웅들처럼 이야기의 주된 인물은 당시 금메달을 획득한 일본대표팀이 아닌 테스트 스키점퍼들에게 초점을 맞추어 제작된다. 주연은 다나카 케이가 맡는다.

## 개요
1998년 나가노에서 개최된 올림픽 뜨거운 열기 속에서 염원하던
스키점프 부문의 금메달 획득의 뒷면에는 25명의 숨겨진 테스트 스키점퍼들이 있었다.
그들이 있었기에 더욱 값진 금메달을 획득할 수 있었다
그 중에는 전 스키점퍼 일본대표 니시카타 진야 선수가 있었다!

## 출연
니시카타 진야
배우 : 다나카 케이
전 스키점퍼 일본대표선수
나가노올림픽에서 스키점퍼 일본대표 선수들을 위한 테스트 스키점퍼로 활약
니시카타 사치에
배우 : 츠치야 타오
니시카타 진야의 부인
진야의 고민을 곁에서 들어주고 항상 지지해 줌
타카하시 류지
배우 : 야마다 유키
청각장애가 있음에도 1998년 STV컵 국제스키점프 경기에 라지힐 종목에 출전하여 우승
나가노 올림픽에서는 니시카타 진야와 함께 테스트 스키점퍼로 활약

## 스탭
- 감독 : 이이즈카 켄
- 각본 : 스기하라 노리아키, 스즈키 켄이치
- 기획프로듀서 : 히라노 타카시
- 프로듀서 : 우타가와 야스시, 츠치모토 타마코, 토네 테츠타
- 제작프로덕션 : 주식회사 더브(DUB)
- 제작 : 영화 "히노마루소울~무대 뒤의 영웅들" 제작위원회
- 배급 : 토호

## 주제가
「마음이 조마조마하여(想いはらはらと)」（Sony Music Labels）
작사・작곡 ： 카와타니 에논 / 가수 : MISIA